# Bertha Dorph
Bertha Dorph, född Green 4 juni 1875, död 25 februari 1960, var en dansk konstnär. Hon var hustru till Niels Vinding Dorph. Hon hade Harald Slott-Møller som lärare år 1893–1897 och utbildade sig i Berlin år 1897–1898. Sin debut fick hon på Den Frie Udstilling år 1899 och ställde senare ut på Charlottenborg.
Bertha Dorph målade porträtt, särskilt av barn, samt blom- och landskapsmotiv. Hon målade flera altartavlor och formgav också möbler och silverföremål. År 1907 blev hon medlem av Det Kongelige Danske Kunstakademi och fick Thorvaldsenmedaljen för målningen "Et besøg hos den unge barselskone".
Tillsammans med maken var hon lärare vid deras gemensamma konstskola Tegne- og Kunstindustriskolen for Kvinder.